# Rezolucja Zgromadzenia Ogólnego ONZ nr 2065
Rezolucja Zgromadzenia Ogólnego ONZ nr 2065 została przyjęta 16 grudnia 1965 r.
Zgromadzenie uznało w niej istnienie sporu między Wielką Brytanią a Argentyną o zwierzchnictwo nad Falklandami. Uchwała wzywa strony do znalezienia pokojowego rozwiązania sporu.

## Historia
3 stycznia 1833 roku wojska brytyjskie wydaliły argentyńskie władze i ludność zamieszkującą Falklandy i rozpoczęły ich nielegalną okupację, stwarzając w ten sposób niespotykaną dotąd szczególną sytuację kolonialną. Uzurpacja ta zapoczątkowała konflikt o suwerenność nad Falklandami.
Pod koniec lat 50. Zgromadzenie Ogólne ONZ podjęło decyzję o rozpoczęciu globalnego procesu dekolonizacji.
14 grudnia 1960 r. przyjęto rezolucję 1514 (XV) dotyczącą „Deklaracji w sprawie przyznania niepodległości krajom i narodom kolonialnym” 89 głosami za, przy braku głosów przeciw i 9 wstrzymujących się, przy czym większość głosów pochodziła z krajów kolonialnych. Dokument ten otworzył drogę do dwustronnych negocjacji między Argentyną a Wielką Brytanią. W czterech punktach (2, 4, 6 i 7) tekst odnosi się do istoty problemu: poszanowania samostanowienia, jedności narodowej i integralności terytorialnej. Zostało to potwierdzone w kolejnym roku rezolucją 1654 (XVI), na mocy której powołano organ znany po rezolucji 1810 jako „Specjalny Komitet Dwudziestu Czterech”, mający nadzorować proces dekolonizacji. W szczególności kwestia Wysp Falklandzkich należała do kompetencji Podkomitetu III.
Na początku sesji we wrześniu 1964 r. delegacjom obu krajów zezwolono na udział w debatach, jednak bez prawa głosu. Argentyńską rozprawę przedstawił doradca prawny Ministerstwa Spraw Zagranicznych, José María Ruda, zaś brytyjską - Cecil King. Wymiana argumentów była ostra, większość członków przychyliła się do stanowiska Argentyny. Podkomitet III sporządził raport zawierający wnioski z dyskusji, które punkt po punkcie przeczyły argumentom Zjednoczonego Królestwa.
Podkomitet III jednogłośnie przyjął sprawozdanie i skierowała je do Specjalnego Komitetu Dwudziestu Czterech. Tutaj powtórzono argument z poprzedniego kroku. Wielka Brytania podjęła próbę dwustronnej eskalacji problemu, aby zapobiec dalszej dyskusji na ten temat na forum Organizacji Narodów Zjednoczonych. Po raz kolejny zwyciężyła dyplomacja argentyńska, a członkowie organu jednomyślnie zaakceptowali wnioski zawarte w otrzymanym raporcie. Syria wniosła dodatkowy wniosek o umieszczenie słowa „Malwiny” obok słów „Falklandy” we wszystkich oficjalnych dokumentach organu. Wniosek ten został przyjęty 19 głosami za, przy sprzeciwie Zjednoczonego Królestwa i dwóch wstrzymujących się. Następnie nowy raport skierowano do Czwartego Komitetu ds. Kolonii Zgromadzenia Ogólnego w celu omówienia, gdzie miał zostać rozpatrzony w następnym roku.
Po przyjęciu projektu rezolucji 87 głosami za i 13 wstrzymującymi się, 16 grudnia 1965 r. Zgromadzenie Ogólne przyjęło rezolucję 2065 (XX) na podstawie sprawozdania Czwartego Komitetu 94 głosami za, przy braku głosów przeciw i 14 wstrzymujących się. W tekście formalnie zaproponowano, aby oba rządy przeprowadziły negocjacje w sprawie suwerenności zgodnie z wyżej wymienionymi punktami sprawozdania Podkomitetu III. W dokumencie tym stwierdzono, że Falklandy nie mogą zostać dekolonizowane na podstawie zasady samostanowienia i wezwano obie strony do złożenia Specjalnemu Komitetowi Dwudziestu Czterech i Zgromadzeniu Ogólnemu sprawozdania z postępów negocjacji.
Po przyjęciu rezolucji 2065 Zjednoczone Królestwo podjęło próbę zawarcia wyraźnego odniesienia do prawa do samostanowienia w dokumencie, który później stał się rezolucją 40/21 z 27 listopada 1985 r., ale Zgromadzenie Ogólne ONZ zdecydowanie je odrzuciło. Powód jest prosty: w odróżnieniu od typowych przypadków kolonializmu, czyli podporządkowania całego narodu mocarstwu europejskiemu, kwestia Falklandów wiąże się z wysiedleniem młodego, niepodległego państwa części jego terytorium przez najsilniejsze w danym momencie mocarstwo kolonialne.

## Głosować
Wynik głosowania przedstawiał się następująco:
Za: Brazylia, Bułgaria, Birma, Burundi, Białoruska Socjalistyczna Republika Radziecka, Kamerun, Republika Środkowoafrykańska, Cejlon, Chile, Chiny, Kolumbia, Kongo (Brazzaville), Kongo (Demokratyczna Republika), Kostaryka, Kuba, Czechosłowacja, Dahomej, Dominikana, Salwador, Etiopia, Gabon, Ghana, Grecja, Gwatemala, Gwinea, Haiti, Honduras, Węgry, India, Iran, Irak, Irlandia, Izrael, Włochy, Wybrzeże Kości Słoniowej, Jamajka, Japonia, Jordania, Kenia, Kuwejt, Liban, Liberia, Libia, Luksemburg, Madagaskar, Malawi, Malezja, Malediwy, Mali, Mauretania, Meksyk, Mongolia, Maroko, Nepal, Nikaragua, Niger, Nigeria, Pakistan, Panama, Paragwaj, Peru, Filipiny, Polska, Rumunia, Rwanda, Arabia Saudyjska, Senegal, Sierra Leone, Somalia, Hiszpania, Sudan, Syria, Tajlandia, Togo, Trynidad i Tobago, Tunezja, Turcja, Uganda, Ukraińska Socjalistyczna Republika Radziecka, Związek Socjalistycznych Republik Radzieckich, Zjednoczona Republika Arabska, Zjednoczona Republika Tanzanii, Górna Wolta, Urugwaj, Wenezuela, Jemen, Jugosławia, Zambia, Afganistan, Algieria, Argentyna, Austria, Belgia, Boliwia.
Łącznie 87% członków ONZ głosowało za tą rezolucją.
Przeciw: Brak.
Wstrzymujących się od głosu: Kanada, Dania, Finlandia, Francja, Islandia, Holandia, Nowa Zelandia, Norwegia, Portugalia, Republika Południowej Afryki, Szwecja, Wielka Brytania, Stany Zjednoczone, Australia.
Nieobecne: Dziewięciu krajów.

## Uchwała 2065 (XX)
Rezolucja 2065 (XX) wyraźnie stwierdza, że: po pierwsze, istnieje spór o suwerenność nad Falklandami; po drugie, spór ten toczy się między dwiema stronami, i tylko dwiema, a mianowicie rządami Republiki Argentyńskiej i Zjednoczonego Królestwa; po trzecie, spór ten musi zostać rozstrzygnięty w drodze negocjacji między obydwoma rządami, a jest to jedyny sposób na położenie kresu sytuacji kolonialnej; Po czwarte, przy poszukiwaniu takiego rozwiązania obie strony muszą wziąć pod uwagę interesy ludności Falklandów, co wyklucza zastosowanie zasady samostanowienia. Należy przypomnieć, że w 1985 r. Zgromadzenie Ogólne zajęło jasne stanowisko w tej sprawie, odrzucając dwie poprawki brytyjskie, które miały na celu włączenie tej zasady do odpowiedniego projektu rezolucji.
Rezolucja Zgromadzenia Ogólnego 2065 (XX) wyklucza zastosowanie zasady samostanowienia do Falklandów, ponieważ jeśli przyjmiemy istnienie sporu o suwerenność, zastosowanie ust. 2 rezolucji 1514 (XV) jest sprzeczne z ust. 6, ponieważ przyznanie samostanowienia mieszkańcom wysp oznaczałoby naruszenie integralności terytorialnej Republiki Argentyńskiej. Ponadto odniesienie do „interesów” ludności, a nie do jej „pragnień”, zawarte w rezolucji 2065 (XX), potwierdza, że prawo do samostanowienia nie ma zastosowania do Falklandów, ponieważ ludność jest brytyjska, została tam przesiedlona w celu utworzenia kolonii i nigdy nie została podporządkowana ani podbita przez państwo kolonialne, jak wymaga rezolucja 1514 (XV). Zjednoczone Królestwo naruszyło integralność terytorialną Republiki Argentyńskiej, siłą okupując część jej terytorium i przesiedlając na wyspy własną ludność. Prawo do samostanowienia dotyczy także narodów innych niż te będące pod władzą kolonialną, które są ofiarami obcego ucisku, dominacji i wyzysku. Prawo do samostanowienia nie może zostać przyznane ludności, która nie jest prawnym właścicielem danego terytorium. Ponieważ mieszkańcy wyspy zostali celowo przesiedleni przez władzę kolonialną w celu realizacji jej interesów, nie stanowią oni strony trzeciej w tym konflikcie. Ludność ta powstała w wyniku okupacji Falklandów przez mocarstwo kolonialne w 1833 r., które wydaliło prawowite władze i pierwotną ludność argentyńską, a na ich miejsce wprowadziło dyskryminacyjną politykę migracyjną, która utrudniła powrót pierwotnie zamieszkujących te tereny Argentyńczyków, a także późniejsze osiedlanie się obywateli argentyńskich. Z tego względu mieszkańcy wyspy nie są narodem w prawnym znaczeniu tego słowa. Zatem kwestia Falklandów dotyczy terytorium kolonizowanego, a nie kolonizowanego ludności.
W punkcie 6 rezolucji 1514 (XV) Zgromadzenie Ogólne oświadcza, że „jakakolwiek próba częściowego lub całkowitego zniszczenia jedności narodowej i integralności terytorialnej jakiegokolwiek kraju” –w tym przypadku Republiki Argentyńskiej– „jest niezgodna z celami i zasadami Karty Narodów Zjednoczonych”. W kwestii Falklandów, w obliczu ataku XIX-wiecznych działań imperialnych na suwerenność i integralność terytorialną niepodległej republiki, Argentyny, uznanej przez samo Zjednoczone Królestwo, zasada integralności terytorialnej bierze górę nad zasadą samostanowienia.
Podsumowując:
- Uznano istnienie sporu o suwerenność wysp między Argentyną a Wielką Brytanią.
- Uchwała 1514 ma zastosowanie do terytorium (nie ludności) Wysp Falklandzkich.
- Prawo do samostanowienia nie ma zastosowania do ludności Wysp Falklandzkich.
- Zalecono Specjalnemu Komitetowi zaproszenie obu stron do negocjacji, które uwzględniałyby interesy (a nie pragnienia) mieszkańców wyspy.